# Lothar af Frankrig
Lothar (fransk: Lothaire) (941–2. marts 986) var konge af Det Vestfrankiske Rige, en forgænger for nutidens Frankrig, fra 954 til 986.
Han var søn af Kong Ludvig 4. Som konge søgte han forgæves at hævde kongemagten mod storvasallerne og vinde Lothringen tilbage fra Tyskland. Han blev efterfulgt som konge af sin søn Ludvig.